# Mauro Favilla
Mauro Favilla (Lucca, Toscana, 5 de enero de 1934-Ibídem, 16 de marzo de 2021) fue un político italiano que se desempeñó como senador (1987-1996) y alcalde de Lucca durante cinco mandatos (1972-1984, 1988, 2007-2012).

## Biografía
Licenciado en economía y comercio en la Universidad de Pisa, fue durante muchos años profesor de contabilidad y también estuvo inscrito en el registro de contadores públicos y auditores.
Militante de la Democracia Cristiana, ocupó los cargos de concejal en el municipio de Lucca durante muchos años y, posteriormente, fue alcalde de la ciudad durante tres mandatos de 1972 a 1985 y luego durante unos meses en 1988.
Senador electo de la República en 1987, fue confirmado por tres mandatos hasta 1996 y ocupó los cargos de presidente de la comisión bicameral para la reforma de la ley única tributaria y presidente de la comisión de hacienda y tesorería del Senado.
En las elecciones de 2007 volvió a ser elegido alcalde de la ciudad de Lucca como representante del centro - derecha.
Volvió a presentar su candidatura en las siguientes elecciones de 2012, quedando tercero y por lo tanto no ingresó a las urnas. Luego fue sucedido por Alessandro Tambellini, candidato del centro-izquierda.
Falleció el 16 de marzo de 2021 debido al COVID-19.